# مارگارت تیزک
مارگارت تیزک (انگلیسی: Margaret Tyzack؛ ۹ سپتامبر ۱۹۳۱ – ۲۵ ژوئن ۲۰۱۱) هنرپیشه اهل بریتانیا بود. وی بین سال‌های ۱۹۵۶ تا ۲۰۱۱ میلادی فعالیت می‌کرد.
از فیلم‌هایی که وی در آن نقش داشته است، می‌توان به ۲۰۰۱: ادیسهٔ فضایی، پرتقال کوکی، چیزهای روشن جوان و امتیاز نهایی اشاره کرد.